# جوش آلان فريدمان
جوش آلان فريدمان (بالإنجليزية: Josh Alan Friedman)‏ (22 فبراير 1956، نيويورك في الولايات المتحدة)؛ عازف قيثارة، صحفي، مغني، مغن مؤلف وروائي أمريكي.